# Leatherhead
För andra betydelser, se Leatherhead (olika betydelser).
Leatherhead är en stad i grevskapet Surrey i sydöstra England. Staden ligger i distriktet Mole Valley vid floden Mole, cirka 27,5 kilometer sydväst om centrala London. Tätorten (built-up area) hade 11 495 invånare vid folkräkningen år 2021.
Leatherhead nämndes i Domedagsboken (Domesday Book) år 1086, och kallades då Leret. Henrik III gav år 1248 Leatherhead rätt att hålla marknad en gång i veckan och en större marknad en gång om året.